# Tranvia Tortona-Sale
La tranvia Tortona-Sale era una linea tranviaria interurbana che collegò le città di Tortona e Sale dal 1882 al 1933.

## Storia

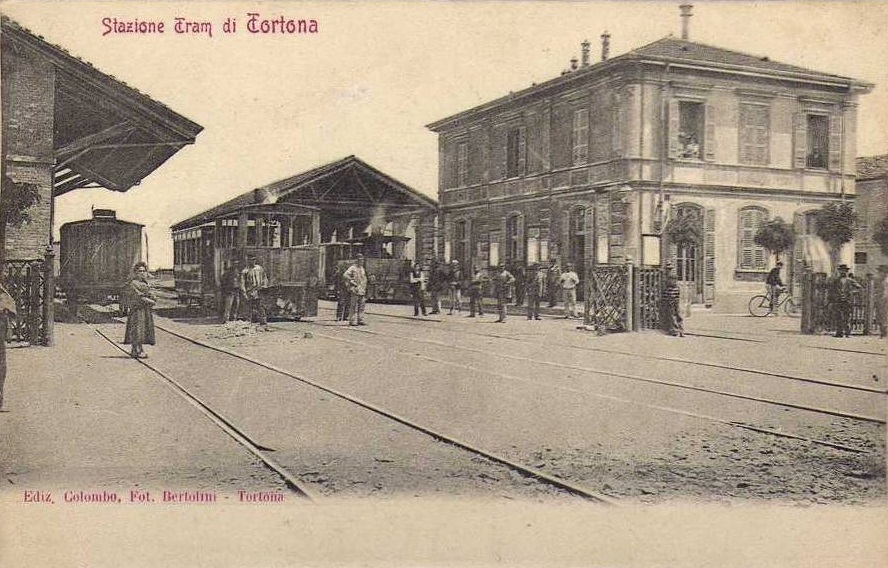
La stazione dei tram di Tortona a Porta Milano

I primi progetti di tranvie attorno a Tortona risalgono al 1878, quando l'ing. Pietro Frascaroli pubblicò una relazione sulla costruzione di una serie di tranvie a vapore tra Tortona, Serravalle Scrivia, Volpedo, Sale e Castelnuovo Scrivia. Tale relazione fu appoggiata dal comune di Tortona, dalla Banca dei Piccoli Prestiti e Cassa di Risparmio di Tortona e dai comuni del circondario; nel frattanto due imprenditori italiani, il cavalier Domenico Bellisomi di Sale e Ercole Belloli, avevano ottenuto la concessione per la costruzione e l'esercizio di una tranvia da Alessandria a Sale, inaugurata nel 1880..
Bellisomi, ottenuto il sostegno della belga Società Anonima delle Tramvie a Vapore della Provincia di Alessandria, ottenne il 1º novembre 1881 la concessione ad esercire una linea tranviaria a vapore tra Tortona e Sale: la linea aprì all'esercizio il 14 aprile 1882 operando 8 treni con fermate a Cascina Succina, Cascina Viscarda, Cascina Passalacqua, Rondò e Tortona e servizio di 1ª e 2ª classe. La durata del percorso era di 45 minuti. Contemporaneamente Bellisomi cedette la concessione, a partire dal 1º aprile 1885, al commendator Francesco Grattoni (fratello del più noto ingegner Severino). Nel 1903 la tranvia effettuava quattro coppie di corse giornaliere, percorrendo la tratta in 40 minuti.
La tranvia si mostrò meno frequentata di quanto previsto, e si dimostrò piuttosto deficitaria: nel biennio 1905-1906 risultava avere 116,35 lire di spese per ogni 100 lire di prodotto. Ciò porto nel 1909 al fallimento dell'impresa Grattoni (passata nel frattanto agli eredi del fondatore). Le linee facenti capo a Grattoni rimasero in amministrazione provvisoria fino al 1914, anno in cui furono vendute all'asta alla Società Anonima delle Tramvie a Vapore della Provincia di Alessandria, anche nota come la "Belga", che nella provincia di Alessandria gestiva le linee Alessandria-Sale, Marengo-Mandrogne e Alessandria-Casale.
Col passare del tempo la linea, ormai in pessime condizioni, non fu più in grado di soddisfare i bisogni delle popolazioni locali. Si pensò di elettrificare la linea o di impiegare motrici ad accumulatori, ma ciò non fu possibile. La linea chiuse il 10 marzo 1933, e fu sostituita dal successivo 1º agosto da autobus della Società Autotrasporti Alessandria (SAA)

## Caratteristiche della linea
| Continuation backward |

| Unknown route-map component "exCONTgq" | Unknown route-map component "eKRZo" | Unknown route-map component "exABZ+rml" | Unknown route-map component "uexCONTfq" |

| Unknown route-map component "emABZg+l" | Unknown route-map component "uexABZg+r" |

| Station on track | Unknown route-map component "uexBHF" |

| Unknown route-map component "LSTR" | Unknown route-map component "uexBHF" |

| Unknown route-map component "LSTR" | Unknown route-map component "uexhKRZWae" |

| Unknown route-map component "hKRZWae" | Unknown route-map component "uexhKRZWae" |

|  | One way leftward | Unknown route-map component "uxmKRZ" | Unknown route-map component "CONTfq" |

|  | Unknown route-map component "uexHST" |

|  | Unknown route-map component "uexHST" |

|  | Unknown route-map component "uexHST" |

|  | Unknown route-map component "uexBHF" |

|  | Unused urban continuation forward |

La linea tranviaria era a binario singolo a scartamento ordinario di 1445 mm, interamente in sede promiscua. Si sviluppava per 12,400 km. Il raggio di curvatura era di 35 metri, la pendenza massima del 5 per mille. I tram potevano toccare una velocità massima di 18 km/h.

### Percorso
Il capolinea iniziale si trovava a Tortona nei pressi dei giardini pubblici; con la costruzione della tranvia della Val Curone, inaugurata nel 1889, fu costruita una nuova stazione, situata nei pressi di Porta Milano, e la precedente fu demolita.
La tranvia proseguiva quindi per la circonvallazione (divenuta in seguito corso Romita) e corso Alessandria. Uscita dalla città la linea percorreva la provinciale per Alessandria attraversando i torrenti Ossona e Scrivia, quindi attraversava a livello la ferrovia Alessandria-Piacenza. Da lì la tranvia toccava le località di Passalacqua, Viscarda e S. Romano per terminare il proprio percorso a Sale, stazione in comune con la tranvia per Alessandria dotata di deposito e officina.
Nel 1894 fu realizzato un raccordo tra la stazione tranviaria di Tortona e lo scalo merci della stazione ferroviaria.

## Materiale rotabile
Sulla tranvia prestarono servizio cinque locomotive a vapore bidirezionali di tipo tranviario a due assi, realizzate tra il 1881 e il 1882 dalla Schweizerische Lokomotiv- und Maschinenfabrik e dalla Krauss. Come usuale all'epoca, furono battezzate con nomi: rispettivamente Tortona, Camilla, Roma, Mafalda e Jolanda.
Il materiale trainato era costituito da 18 carrozze passeggeri a due assi e 14 carri merci; tutto il materiale rotabile era usato promiscuamente anche sulla linea per Monleale e sulla ferrovia per Castelnuovo Scrivia.
Con l'assorbimento delle linee tortonesi da parte della "Belga" il materiale rotabile fu usato anche sulle altre linee sociali; tra il 1927 e il 1930 il parco rotabili della "Belga" risultava composto di dodici locomotive a vapore, 31 rimorchiate a due assi e 70 carri merci.

### Materiale motore - prospetto di sintesi
| Unità | Anno di costruzione | Costruttore    | Quantità | Tipo     | Velocità massima |
| ----- | ------------------- | -------------- | -------- | -------- | ---------------- |
| 1     | 1881                | SLM Winterthur | 1        | a 2 assi | 20 km/h          |
| 2 ÷ 5 | 1882                | Krauss         | 4        | a 2 assi | 25 km/h          |